# Вили Леман
Вили Леман (на немски: Wilhelm Lehmann) е високопоставен офицер от Гестапо, който бил съветски агент. Според съмнителни сведения на Службата за външно разузнаване на Русия, архивните материали го определят като най-ценния съветски разузнавач в Нацистка Германия.
Леман работил под псевдонима Брайтенбах и бил единственият агент на СССР в Гестапо. Той предупредил СССР, кога нацистите ще нападнат Съветския съюз.

## Биография
Вили Леман е роден през 1884 г. в Саксония, района на Лайпциг в учителско семейство. През 1911 г. започва работа в берлинската полиция и скоро е преместен в контраразузнавателния отдел. Започва да сътрудничи на съветското разузнаване през 1929 г. Бил убеден антифашист и помагал на СССР по идейни съображения, твърдят от Службата за външно разузнаване. Има обаче и версия, че Леман е работел за СССР за пари. Леман е предавал на съветското разузнаване информация за политическата полиция на Германия (Гестапо), както и за военното разузнаване и контраразузнаване – Абвера.
През месец декември 1942 г. Вили Леман е разобличен и разстрелян от Гестапо, но това не обяснява провала на немското военно и друго контраразузнаване в битката при Курск и многото последвали го други провали, ако Леман наистина  е бил най-високопоставеният съветски агент в Третия Райх.

## Шпионска дейност
От началото на 1941 г. в документите, предавани от Леман на съветските кадрови разузнавачи, все по-често се споменавали сведения за готвено нападение срещу СССР. На 19 юни 1941 г. на среща със сътрудник от берлинската резидентура Брайтенбах е съобщил точната дата и час на началото на войната /22 юни в 3 часа сутринта или 0 часа по Гринуич/, според ръководителят на бюрото на Службата за външно разузнаване за връзки с обществеността Сергей Иванов.

## Художествен образ
Според най-разпространената версия, именно Леман е прототип на Щирлиц в романа на Юлиан Симьонов – „Седемнадесет мига от пролетта“.